# Anaides rugosus
Anaides rugosus är en skalbaggsart som beskrevs av Robinson 1948. Anaides rugosus ingår i släktet Anaides och familjen Hybosoridae. Inga underarter finns listade i Catalogue of Life.